# Manuel Milá y Fontanals
Manuel Milá y Fontanals (Villafranca del Panadés, 1818-Villafranca del Panadés, 1884) fue un filólogo y teórico de la estética español.

## Biografía intelectual
Estudió derecho y filosofía en las universidades de Cervera y Barcelona. Fue profesor de Estética y de Historia de la Literatura General y Española, en la Universidad de Barcelona (1845), ratificado como catedrático mediante oposición nacional en la que obtuvo el número uno. Entre sus alumnos se contaron destacados escritores e intelectuales como Antonio Rubió y Lluch, Miguel Costa y Llobera y Joan Maragall, pero sobre todo Marcelino Menéndez Pelayo, su discípulo predilecto.
Suele organizarse la evolución ideológica de Milá en tres etapas. En la primera, que empieza en 1844, pese a ser un gran conocedor de los clásicos grecolatinos, abrazó con fervor el Romanticismo, primero el liberal y luego el tradicionalista, contribuyendo a difundirlo decisivamente. En ese sentido fue muy importante su artículo "Clásicos y románticos", publicado en El Vapor en 1836, que puede considerarse como un verdadero manifiesto del movimiento romántico. Compiló este trabajo en su libro Algunos estudios literarios (1836), que recoge también poemas de tema catalán escritos en castellano, como "El trovador del Panadés", y su ensayo semidramático, influido por Goethe y Byron, "Fasque nefasque", del que luego abjuró por considerarlo una travesura juvenil. Su entusiasmo por el Romanticismo histórico está muy claro en "La moral literaria, contraste entre la escuela escéptica y Walter Scott" (1842) y en esta línea se explican sus "Romances de los Reyes Católicos en Barcelona" (1842). Más tarde documentaría la introducción del Romanticismo en Cataluña al escribir "Un párrafo de historia literaria: El Europeo de 1823" (Diario de Barcelona, 1854).
Tras publicar Compendio de arte poética (1844) en forma de prontuario, totalmente imbuido de ideas románticas, se inicia su segunda etapa de estudio y silencio hasta aproximadamente 1853. De ella emerge en el tercer momento como ferviente filólogo romanista y pensador estético con gran capacidad de resolución. Es 1857, el año de publicación como libro de los Principios de Estética, la gran fecha del Milá filósofo y del establecimiento de la Estética en España.
Gran amigo de Pablo Piferrer, Rubió y otros, hasta 1853 pensaba que el catalán era una lengua del pasado imposible de modernizar, y miraba la cultura catalana con más nostalgia que futuro; pero desde esa fecha fue firme impulsor de la Renaixença. Para dar ejemplo creativo, escribió en catalán varios poemas, como La cançó del pros Bernat (1867), La mort de Galinol, (1867) y La complanta d'en Guillem, aunque la lengua científica y filosófica siempre fue para Milá el español. Es interesante recordar cómo el Romancerillo catalán (1853) lo escribió en castellano, obra rehecha y vuelta a publicar tres décadas más tarde, de donde procede el texto de El Segadors, luego utilizado como himno catalán.

## Filología y estética

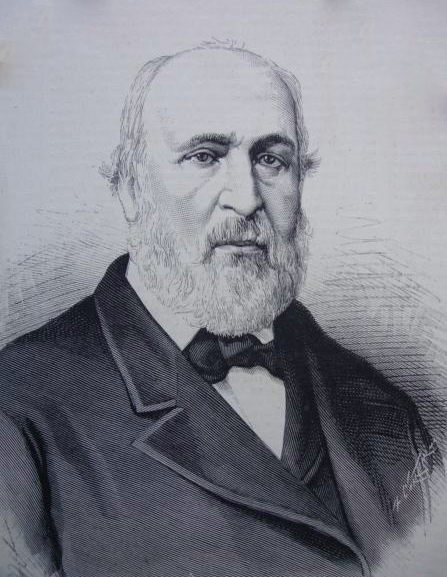
Retrato de Manuel Miá y Fontanals

Además de su gran aportación a la Filología, Milá es un importante autor de estética y teoría de la literatura: su principal obra teórica es Principios de Estética (1857), un tratado que reúne sus dos escritos sobre la materia aparecidos justo antes en el Diario de Barcelona, del que fue asiduo colaborador. Según Aullón de Haro, editor de la obra, ésta constituye el establecimiento específico de la disciplina Estética en España, después bifurcada en dos corrientes como resultado de la versión de Krause realizada por Francisco Giner de los Ríos. Solo por esta ideación Milá y Fontanals merece un lugar de primer rango en la historia del pensamiento español. De manera sucesiva Milá ofreció ampliaciones de la obra teorética inicial, no ya como sola Estética sino como Principios de teoría estética y literaria (1869) y como Estética y Teoría literaria, donde junto a la parte teorética y la integración crítica de doctrinas de autores decisivos para el caso como Kant o Hegel queda expuesto su propio pensamiento sobre el arte y la literatura. Subsiguientemente, Principios de Literatura General y Española (1873) culmina este gran trazado conjunto de régimen estético, historiográfico y crítico.

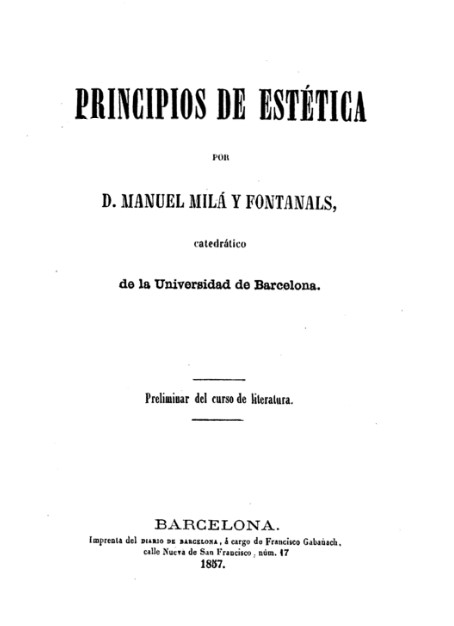

Ciertamente la función más reconocida o difundida de Milá es la de padre de la filología española, toda vez que a él corresponde la introducción en España de los modernos métodos de investigación histórico-literaria y la ampliación de su objeto. De tener en cuenta el testimonio de Juan Valera, Milá era más reconocido en el extranjero que en su propia patria: en Alemania, Francia y Rusia se le citaba con más frecuencia que en España. 
En su Romancerillo catalán (1853) se revela como un experto folclorista y agudo conocedor de la poesía popular y tradicional. Entiende que la poesía popular es la compuesta por el pueblo mismo o por aquellos poetas que a él se dirigen. La edad más propicia para la misma es la edad heroica de las naciones. Recogió muchas composiciones populares en sus excursiones por la región y resumió sus ideas al respecto en Observaciones sobre la poesía popular (1853). En De la poesía heroico-popular castellana (1874) puntualizó la manera como el Romancero deriva de la épica, la relación entre la épica y la cronística, la relación entre la épica francesa y la castellana y otros teorías que sus discípulos han ampliado. Consagró diversos estudios al origen de las lenguas románicas, la épica medieval francesa, el catalán y la métrica española. En De los trovadores en España (1861), obra reeditada por Martín de Riquer, trazó un amplio panorama de la influencia provenzal y catalana en la lírica castellana, cosa que en aquel tiempo nadie conocía. Dejó inéditos unos Orígenes del teatro catalán. Toda su obra fue recogida mediante la compilación de Obras completas en ocho volúmenes editada por el más grande y querido de sus discípulos, Menéndez Pelayo. En esta edición muy poco faltó por incluir, acaso algunos títulos menores.

## El casoCurial e Güelfa
Existe en fin un asunto filológico, de rasgos románticos y fundamento de carácter medievalista, que ha devenido polémico para la biografía intelectual de Milá. El historiador Jaime Riera Sans, en 1991, planteó el problema de la falsificación de ciertas supuestas obras catalanas tardomedievales, entre ellas Curial e Güelfa. Riera, con evidente segunda intencionalidad, y acaso un punto de provocación, le atribuye a Milá la falsificación literaria de esta novela caballeresca en romance catalán pero de rasgos valencianos, cuando menos léxicos. Se trata de un texto del siglo XV y escenario europeo que en realidad vino a descubrir, señalándolo discretamente en un artículo científico, el propio Milá, a quien no mucho se le ha reconocido, y cuyo manuscrito único quizás fue encuadernado en Toledo a comienzos del siglo XVI. Hay que decir que sin duda es Milá el único filólogo conocido capaz de haber compuesto un texto literario "medieval" en lengua catalana: de hecho compuso poemas que se aproximan a ello y son perfectamente conocidos. La obra ha sido traducida a varios idiomas y la atribución técnicamente muy discutida por varios especialistas, incluso apelando al soporte material del manuscrito. Sin embargo, la profesora Rosa Navarro Durán también ha insistido en la idea de la supuesta falsificación, y además hay incluso quienes piensan en el sentido ejemplar de esa difícil atribución.

### Ediciones fundamentales

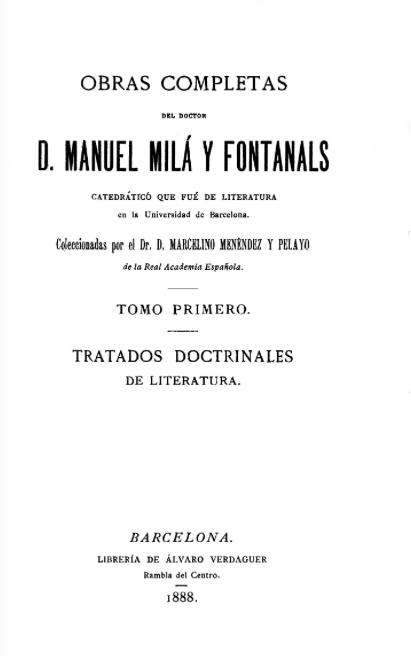
Portada del primer tomo de las Obras Completas de Milá, editadas por su discípulo M. Menéndez Pelayo

- Manuel Milá y Fontanals, Obras Completas, ed. de Marcelino Menéndez Pelayo, Barcelona, Librería de Álvaro Verdaguer, 1888-1896, 8 vols.
- Manuel Milá y Fontanals, De la poesía heroico-popular castellana. Obras de M. M. y F., ed. de Martín de Riquer y Joaquim Molas, Barcelona, CSIC, 1959.
- Manuel Milá y Fontanals, De los trovadores en España. Obras de M. M. y F., ed. de C. Martínez y F. R. Manrique, Barcelona, CSIC, 1966.
- Manuel Milá y Fontanals, Estética y Teoría literaria, ed. de P. Aullón de Haro, Madrid, Verbum, 2002.
- Manuel Milá y Fontanals, Principios de Estética o de Teoría de lo bello, ed. de P. Aullón de Haro, Madrid, Verbum, 2013.

### Estudios
- Joaquín Rubió y Ors, Noticia de la vida y escritos de D. Manuel Milá y Fontanals, Barcelona, Imp. de Jaime Jepús, 1887.
- Marcelino Menéndez Pelayo, El Doctor D. Manuel Milá y Fontanals (1908), reeditado en M. M. P., Estudios sobre la prosa del siglo XIX, ed. de J. Vila Selma, Madrid, CSIC, 1956.
- Miguel Querol Gavalda, La Escuela Estética Catalana Contemporánea, Madrid, CSIC, 1953.
- Ricardo Navas Ruiz, El Romanticismo español, Madrid, Cátedra, 1982 (3ª. ed.).
- Pedro Grases, Andrés Bello y Manuel Milá y Fontanals, Caracas, La Casa de Andrés Bello, 1986.
- Manuel Jorba, "Manuel Milá y Fontanals en la encrucijada de la filología europea moderna", Boletín de la Real Academia Española, Tomo 69, Cuaderno 248 (1989), pp. 493-514.
- Manuel Jorba, L'obra crítica i erudita de Manuel Milà i Fontanals, Barcelona, Curial, 1989.
- Manuel Jorba, Manuel Milà i Fontanals, crític literari, Barcelona, Curial, 1991.
- Pedro Aullón de Haro, "Sobre Milá y Fontanals y la Estética en España", Prefacio a M. Milá y Fontanals, Principios de Estética o de Teoría de lo Bello, Madrid, Verbum, 2013, pp. IX-XXI.
- Pedro Aullón de Haro, "Estudio Preliminar" a M. Milá y Fontanals, Estética y Teoría literaria, Madrid, Verbum, 2002, pp. XIII-LXIV.